# شهرستان والتون (فلوریدا)
شهرستان والتون، فلوریدا (به انگلیسی: Walton County, Florida) یک سکونتگاه مسکونی در ایالات متحده آمریکا است که در فلوریدا واقع شده‌است.

## خصوصیات
شهرستان والتون ۳٬۲۱۱٫۶ کیلومترمربع مساحت دارد.

## نگارخانه

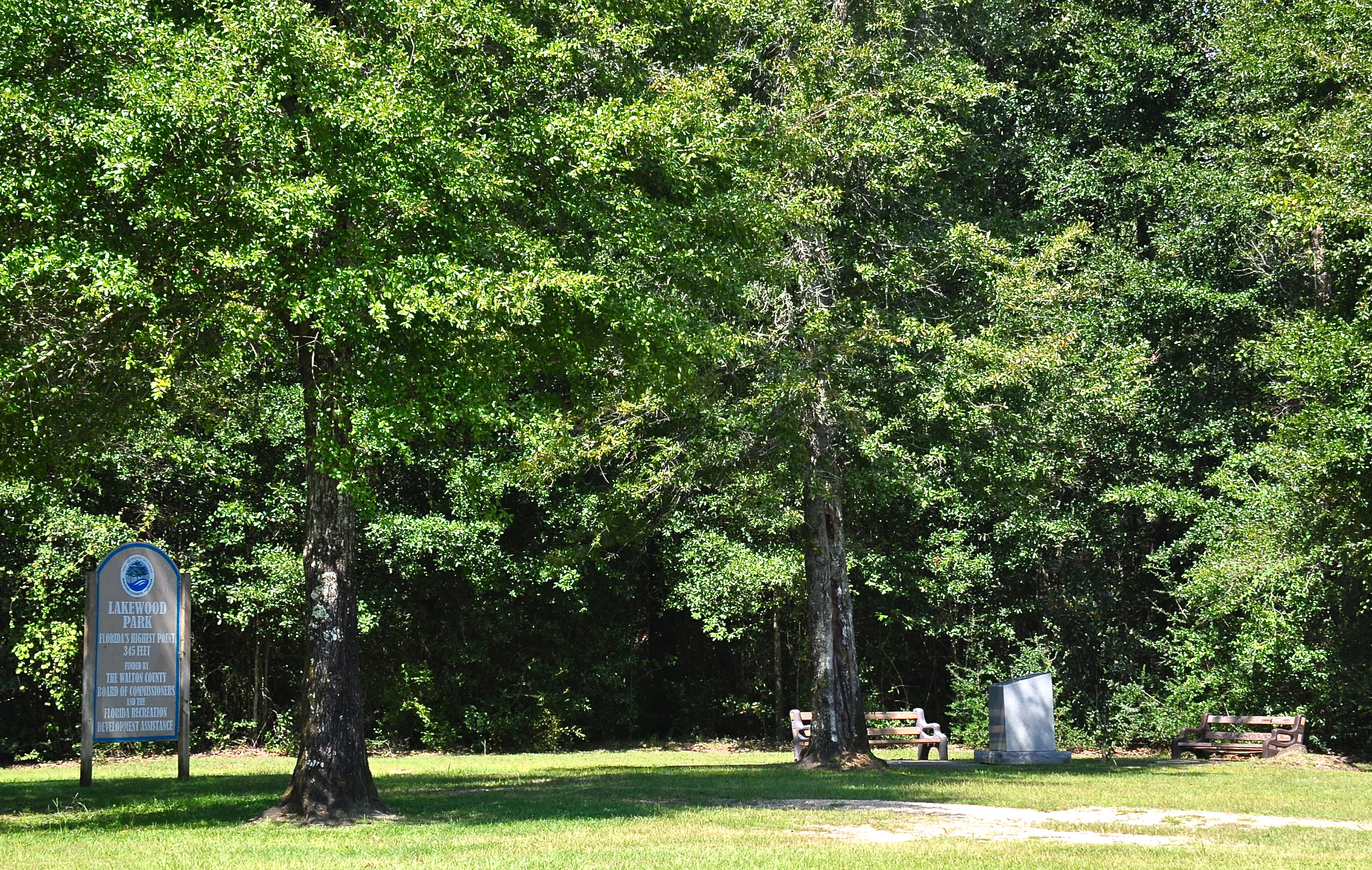